# Systenoplacis scharffi
Systenoplacis scharffi là một loài nhện trong họ Zodariidae.
Loài này thuộc chi Systenoplacis. Systenoplacis scharffi được Rudy Jocqué miêu tả năm 2009.